# Aleksandr Nikolayevich Skryabin
Aleksandr Nikolayevich Skryabin hay Alexander Scriabin (tiếng Nga: Алекса́ндр Никола́евич Скря́бин); sinh ngày 6 tháng 1 năm 1872 - mất ngày 27 tháng 4 năm 1915 là nhà soạn nhạc, nghệ sĩ dương cầm người Nga. Ông là nhà soạn nhạc trong thời kỳ chuyển giao giữa âm nhạc Lãng mạn và Hiện đại.

### Scores
- Scriabin's Sheet Music by Mutopia Project

### Ghi âm
- Scriabin's own recording of the third and fourth Movements from his Piano Sonata, no. 3, Op. 23 (The Pianola Institute)*
- Piano Rolls Lưu trữ ngày 6 tháng 3 năm 2005 tại Wayback Machine (The Reproducing Piano Roll Foundation Lưu trữ ngày 1 tháng 3 năm 2010 tại Wayback Machine)